# Pilrito-peitoral
O pilrito-peitoral, pilrito-de-colete ou maçarico-de-colete (Calidris melanotos) é uma ave limícola da família Scolopacidae originária da Sibéria oriental e da América do Norte (Alasca e Canadá).  É um pouco maior que os restantes membros do género Calidris. Distingue-se pelas patas amarelas, pelo dorso riscado e pelo peito amarelado, que contrasta de forma bem marcada com o ventre branco.
Em Portugal é uma espécie muito rara.

## Subespécies
A espécie é monotípica (não são reconhecidas subespécies)